# Рокета а Волтурно
Рокета а Волтурно (итал. Rocchetta a Volturno) је насеље у Италији у округу Изернија, региону Молизе.
Према процени из 2011. у насељу је живело 1083 становника. Насеље се налази на надморској висини од 550 м.

## Становништво
| 1931. | 1936. | 1951. | 1961. | 1971. | 1981. | 1991. | 2001. | 2011. |
| ----- | ----- | ----- | ----- | ----- | ----- | ----- | ----- | ----- |
| 1.685 | 1.714 | 1.636 | 1.420 | 1.113 | 1.077 | 1.108 | 1.083 | 1.064 |